# Francisco José de Braganza
Prințul Francisco José de Braganza (n. 7 septembrie 1879, Merano, Trentino-Tirolul de Sud, Italia – d. 15 iunie 1919, Insula Ischia, Campania, Italia) a fost membru al ramurii exilate a Casei de Braganza și ofițer în armata austro-ungară. În timpul vieții a fost implicat într-o serie de incidente, de la scandaluri sexuale la escrocherii. Numele lui complet a fost Francisco José Maria Gerardo Jorge Humberto Antonio Henrique Miguel Henrique Gabriel.

## Biografie

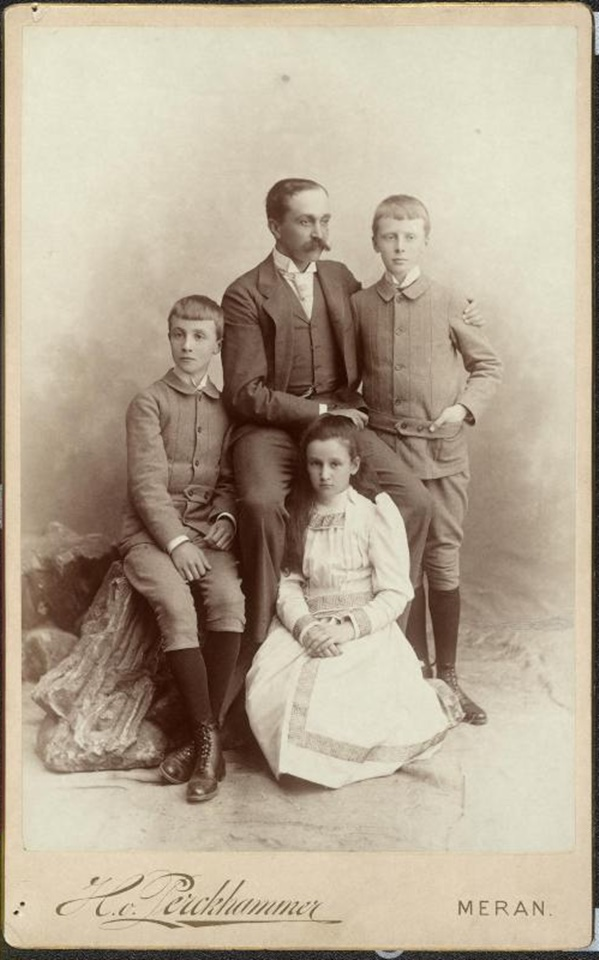
Prințul Francisco José (stânga) împreună cu tatăl său Miguel, Duce de Braganza, fratele său Miguel și sora sa Maria Theresia.

Francisco s-a născut la Meran, Austria (astăzi Italia) ca al doilea fiu al pretendentului miguelist la tronul Portugaliei, Miguel, Duce de Braganza și a primei lui soții, Prințesa Elisabeta de Thurn și Taxis. Nașul său de botez a fost împăratul Franz Joseph al Austriei, al cărui nume l-a purtat. Tatăl prințului Miguel a fost șeful casei regale portugheze care era exilate. Exilul a fost rezultatul legii portugheze de exil din 1834 și constituția din 1838, prin care s-a spus că în 1828 bunicul său Miguel I al Portugaliei a uzurpat tronul Portugaliei de la nepoata sa, regina Maria a II-a. Bunicul lui a domnit ca rege până în 1834, când Maria a II-a a  revenit la tron. Copiii au fost numiți prinț și prințesă până în 1920, când căsătoria Prințului Miguel a fost declarată non dinastică.
Ca și tatăl său, Francisco José a urmat o carieră în armată și a servit într-un regiment în armata austro-ungară. În octombrie 1900, în timp ce era locotenent de husari, a fost pedepsit de nașul său, împăratul Francisc Iosif, după ce l-a provocat pe un bătrân colonel care l-a chemat la ordine pentru o încălcare a normelor armatei. Ca rezultat, el a fost eliminat de la husari și transferat la un regiment de dragoni și trimis să își îndeplinească îndatoririle de poliție în satele sărace și pustii, de-a lungul frontierei austro-ruse.

### Scandalul homosexual
În august 1902 Francisco José era la Londra pentru a participa la încoronarea regelui Eduard al VII-lea al Regatului Unit. La 11 septembrie a fost pus sub acuzare de Tribunalul Penal Central pentru că a comis un act de indecență între bărbați cu un băiat de cincisprezece ani. Un martor a afirmat că a făcut o gaură în ușa dormitorului și că prin gaură i-a văzut pe Francisco José și pe adolescentul de 15 ani angajați în activitate sexuală într-o casă din Lambeth. Mărturia martorului a fost contrazisă de poliție care a spus că prin gaura ușii nu era posibil să se vadă decât 23 de cm din pat. Juriul s-a pronunțat pentru nevinovăția lui Francisco José.
Ca urmare a acestui scandal Francisco José a fost obligat să demisioneze. Curtea austriacă i-a redus statutul său juridic, lipsindu-l de drepturile sale civice și a plasat administrarea afacerilor sale în mâinile unui administrator, cumnatul său, Prințul Charles Louis de Thurn și Taxis.
Mai târziu, Francisco José a fost implicat în alt scandal homosexual în Austria.

### Escrocheria smaraldelor

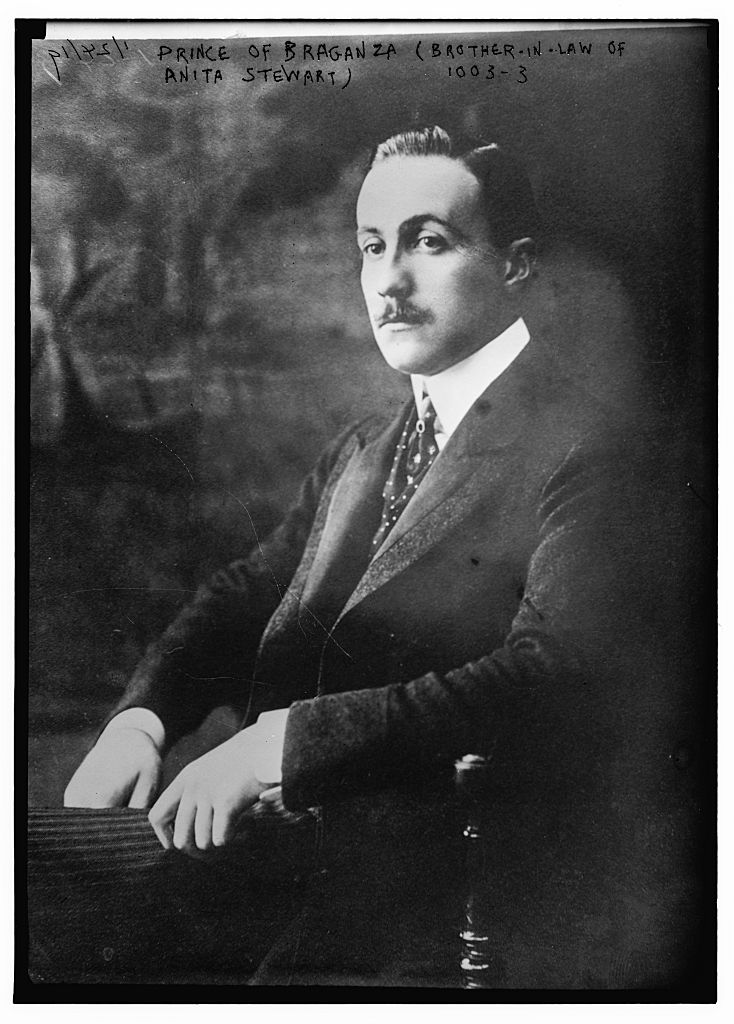
Francisco José de Braganza

În noiembrie 1909 Francisco José a fost înșelat cu 325.000 £ de către un impostor care se dădea drept Frederick Vanderbilt din celebra familie Vanderbilt, după ce a cumpărat ceea ce el credea a fi smaralde valoroase și acțiuni într-o companie minieră engleză. Impostorul, al cărui nume real era William Lackerstein Joachim, l-a întâlnit pe Francisco José la Paris, în aprilie 1909 și o lună mai târziu Joachim a călătorit la Viena, unde l-a inivitat la cină pe Francisco José. Joachim a reușit să-l convingă pe Francisco José de scrisorile de acreditare în calitate de finanțator abil. Francisco José a văzut prietenia cu un presupus membru milionar al familiei Vanderbilt ca o modalitate bună de a stimula finanțele sale. În octombrie, după ce Francisco José s-a întors dintr-o călătorie în străinătate, el a primit o serie de propuneri de afaceri în care Joachim i-a spus că a achiziționat recent un număr mare de smaralde și pentru că Francisco José a fost o gazdă bună pentru el la Viena, îi va permite să cumpere smaralde pentru un pret bun, pe care ar putea apoi să le vândă pentru un profit substanțial.
Joachim și Francisco José s-au întâlnit la Berlin pentru a încheia acordul cu smaralde. Între timp Joachim a găsit o modalitate de a-l înșela de și mai mulți bani pe Francisco José. În timp ce era în Berlin, el i-a făcut cunoștință lui Francisco cu doi ingineri de exploatare minieră. Cei doi ingineri i-au făcut o impresie bună lui Francisco, așa că Joachim a reușit să-l convingă să achiziționeze acțiuni la compania minieră la care el a spus că este acționar majoritar.
Pentru smaralde și acțiuni Prințul Francisco José a plătit un total de 325.000 £,125.000 £ pentru smaralde și 200.000 £ pentru acțiuni.
Cum smaraldele și acțiunile s-au dovedit a fi lipsite de valoare, Francisco José a decis să-l urmărească penal prin ambasada Austriei la Londra. O mare parte din bani a fost recuperată.
În timpul Primului Război Mondial Francisco José a luptat în armata austro-ungară și a fost capturat. A fost închis pe insula Ischia în apropiere de Napoli unde a murit de insuficiență cardiacă.